# Centro Hospitalar Conde de São Januário
Centro Hospitalar Conde de São Januário (CHCSJ) (em chinês tradicional: 仁伯爵綜合醫院; em chinês simplificado: 仁伯爵综合医院) é um hospital administrado pelo setor público na Freguesia da Sé em Macau, China.
Foi fundado, ainda pela administração portuguesa de Macau, em 1874 e ampliado em 1989. Possui 476 camas e oferece 22 serviços diferentes, tanto para pacientes internados como ambulatórios. O hospital é coloquialmente conhecido como 'Hospital do topo da colina - 山頂 醫院' pela maioria das pessoas locais. Aqui, a 'Colina' refere-se à Colina da Guia (東 望洋 山 ou 松山).
Atualmente, não existe uma escola de medicina de estilo ocidental em Macau, portanto todos os residentes que pretendam qualificar-se precisam de fazê-lo fora de Macau.
O hospital é acreditado pelo Conselho Australiano de Saúde (ACHS) desde 2012.
Em 2020, é o hospital de referência em Macau para o tratamento de doentes COVID-19, encontrando-se lá todos os infetados ainda doentes.

## Departamentos
- Consultas ambulatórias
- Serviço de urgência
- Bloco Operatório
- Unidade de Cuidados Intensivos
- Unidade de Queimados
- Medicina Física e de Reabilitação
- Imagiologia
- Laboratórios